# Autobuses del Norte
Autobuses del Norte és una de les estacions que formen part del metro de Ciutat de Mèxic, pertanyent a la Línia 5. Se situa al nord de la Ciutat de Mèxic a la delegació Gustavo A. Madero.
El seu nom es deu al fet que està situada enfront de la Terminal Central de Autobuses del Norte, la mateixa que dona servei de transport forà terrestre. La línia 5 va ser inaugurada el 1981 i va patir tres obres d'ampliació, de les quals en l'última, inaugurada el 1982 de La Raza a Politécnico, es va trobar Autobuses del Norte.

## Connectivitat
Sortides
- Orient: Avenida de los 100 metros (Central Camionera), Colonia Calputitlan.
- Nordponent: Ponent 118, Colonia Ampliación Panamericana.
- Sudponient: Ponent 116, Colonia Ampliación Panamericana.
- Sudorient: Ponent 116, Colonia Ampliación Panamericana.

Connexions
Existeixen connexions amb les estacions i parades de diversos sistemes de transport:
- Línia A del Troleibús
- Algunes rutes de la Red de Transporte de Pasajeros
- Terminal Central de Autobuses del Norte